# Pont atirantat de piló contrapès

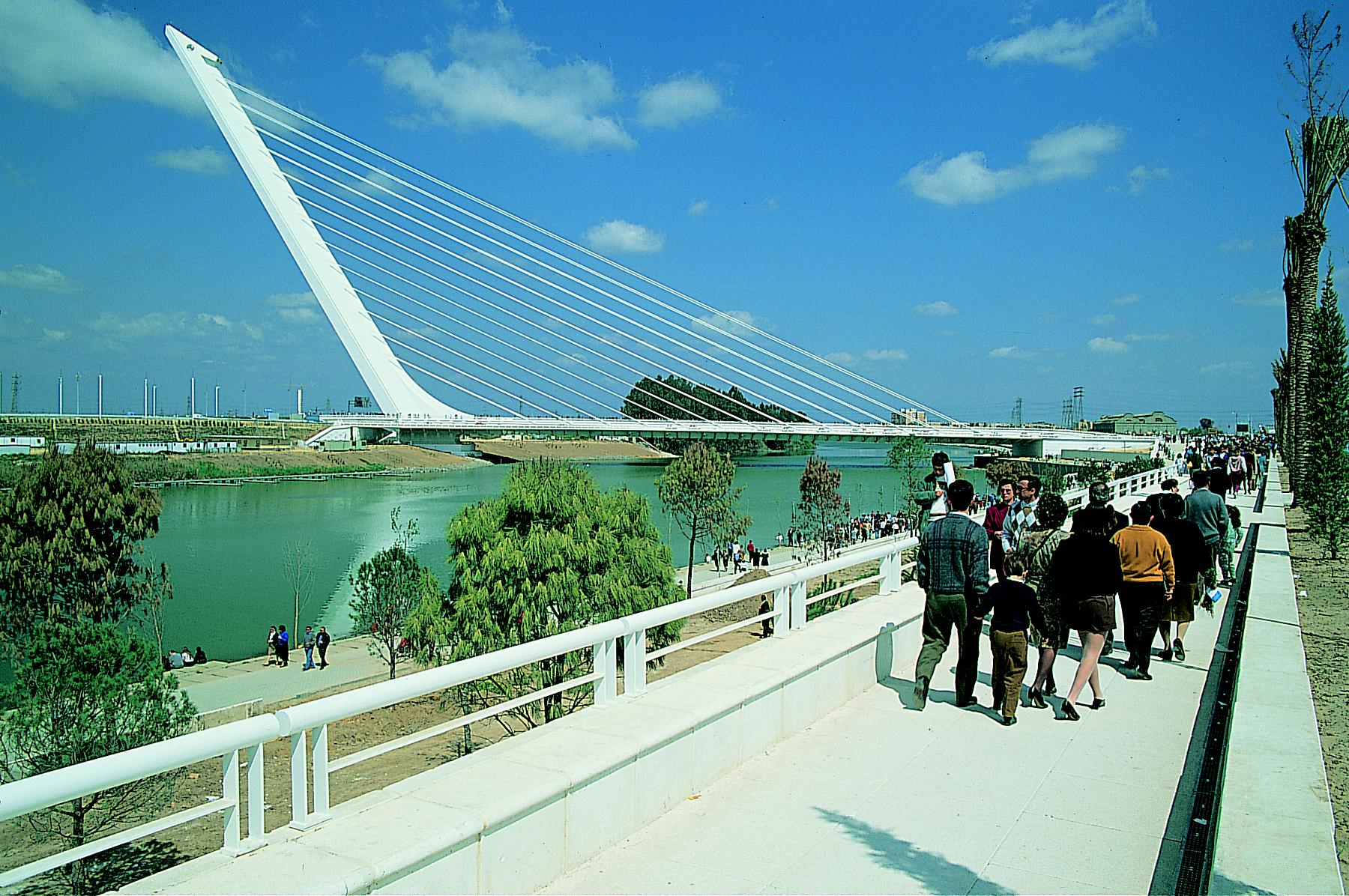
Pont de l'Alamillo, amb el pilar de banda i sense tirants a l'altre costat del pilar.

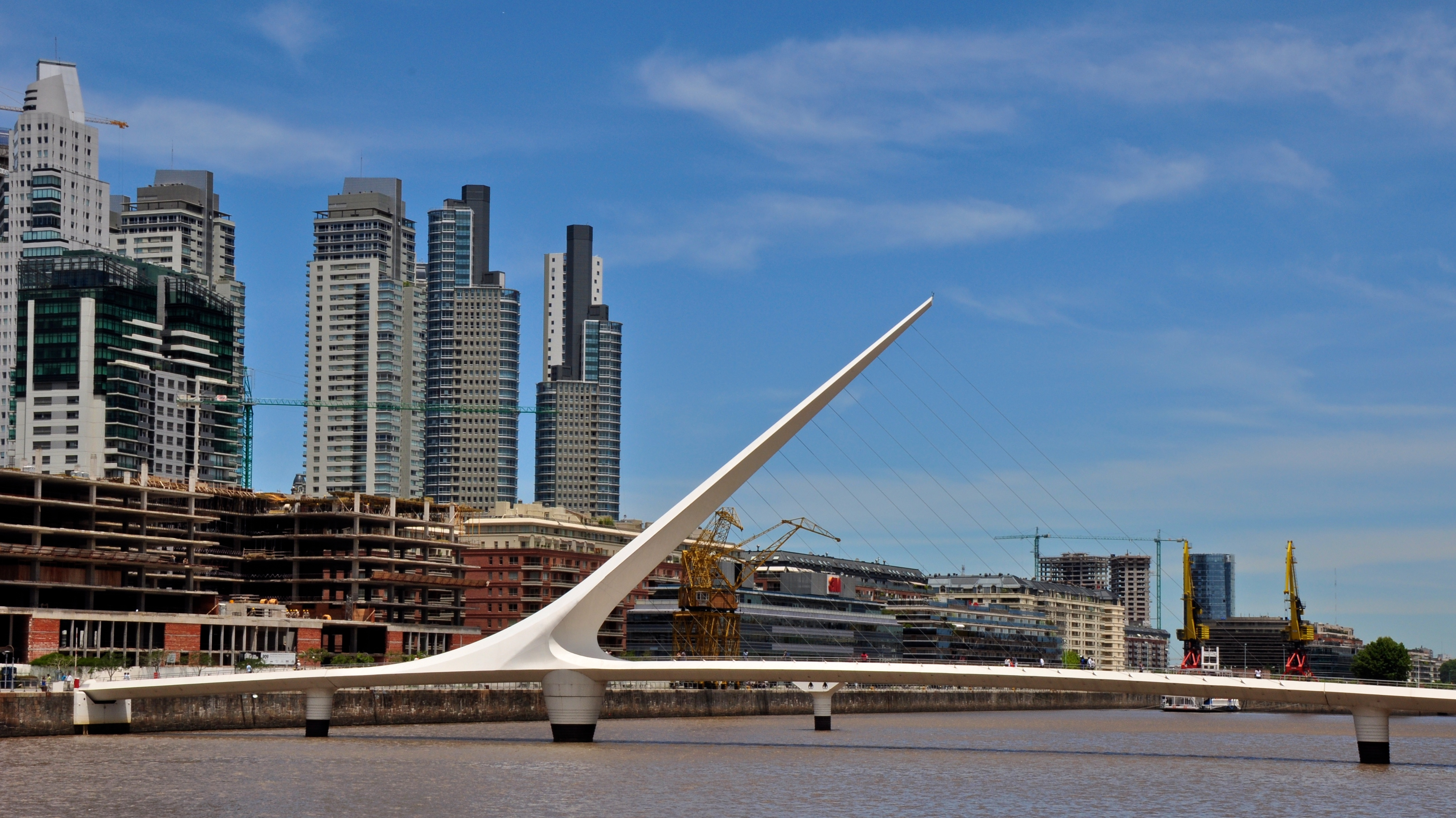
Pont de la Dona, Buenos Aires, Argentina.

Un pont de tirants de piló contrapès és una variació del pont atirantat asimètric, en el qual el piló fa de contrapès del pont. En els tirants del pont, surten de la plataforma, fins al pilar, i aquí, en comptes de continuar fins a un contrapès, estan units al mateix pilar. El pilar compensa la tracció dels cables pel seu propi pes i l'ancoratge del terreny, en lloc de tenir algun cable o altre pilar unit enrere que transmeti la força al contrapès del sòl. Aquest disseny de ponts, el va iniciar Santiago Calatrava Valls.
Aquests ponts són més vistosos que un pont atirantat asimètric normal, des del punt de vista artístic, encara que resultin més cars.
- Pont de l'Alamillo Sevilla, Espanya, 1992 (contrapès del darrere)
- Pont de la Dona, Buenos Aires, Argentina. 2002 (contrapès davanter que és lliscant)
- Pont de la Unitat, Monterrey, Mèxic, 2003 (contrapès del darrere)
- Sundial Bridge, a Turtle Bay Redding, Califòrnia, EUA, 2004 (contrapès del darrere amb plataforma de vidre)
- Pont dels Tirants, Pontevedra, Espanya. 1997 (contrapès davanter lliscant).